# اجعاونة الهيرور (سيدي قاسم بن جميل)
اجعاونة الهيرور هو دُوَّار يقع بجماعة سيدي أحمد بنعيسى، إقليم سيدي قاسم، جهة الرباط سلا القنيطرة في المملكة المغربية. ينتمي الدوّار لمشيخة سيدي قاسم بن جميل التي تضم 15 دوار. يقدر عدد سكانه بـ 200 نسمة حسب الإحصاء الرسمي للسكان والسكنى لسنة 2004.

## روابط خارجية
- البوابة الوطنية للجماعات الترابية
- المندوبية السامية للتخطيط